# Chambon-le-Château
Chambon-le-Château là một xã ở tỉnh Lozère trong vùng Occitanie, phía nam nước Pháp. Khu vực này có độ cao trung bình 891 mét trên mực nước biển.